# Fritz Briel
Fritz Briel (Düsseldorf, 24 de octubre de 1934-Düsseldorf, 15 de marzo de 2017) fue un deportista alemán que compitió para la RFA en piragüismo en la modalidad de aguas tranquilas.
Participó en los Juegos Olímpicos de Melbourne 1956, obteniendo una medalla de plata en la prueba de K2 10 000 m. Ganó cuatro medallas en el Campeonato Mundial de Piragüismo entre los años 1958 y 1966, y siete medallas en el Campeonato Europeo de Piragüismo entre los años 1957 y 1963.

## Palmarés internacional
| Representando al Equipo Alemán Unificado |                        |                   |              |
| Juegos Olímpicos                         |                        |                   |              |
| Año                                      | Lugar                  | Medalla           | Competición  |
| 1956                                     | Melbourne (Australia)  | Medalla de plata  | K2 10 000 m  |
| Representando a la RFA                   |                        |                   |              |
| Campeonato Mundial                       |                        |                   |              |
| Año                                      | Lugar                  | Medalla           | Competición  |
| 1958                                     | Praga (Checoslovaquia) | Medalla de oro    | K1 1000 m    |
| 1958                                     | Praga (Checoslovaquia) | Medalla de oro    | K1 4 × 500 m |
| 1963                                     | Jajce (Yugoslavia)     | Medalla de oro    | K1 10 000 m  |
| 1966                                     | Berlín Oriental (RDA)  | Medalla de bronce | K1 10 000 m  |
| Campeonato Europeo                       |                        |                   |              |
| Año                                      | Lugar                  | Medalla           | Competición  |
| 1957                                     | Gante (Bélgica)        | Medalla de plata  | K1 1000 m    |
| 1957                                     | Gante (Bélgica)        | Medalla de oro    | K1 10 000 m  |
| 1957                                     | Gante (Bélgica)        | Medalla de oro    | K2 1000 m    |
| 1957                                     | Gante (Bélgica)        | Medalla de bronce | K4 1000 m    |
| 1961                                     | Poznań (Polonia)       | Medalla de oro    | K1 4 × 500 m |
| 1961                                     | Poznań (Polonia)       | Medalla de oro    | K1 10 000 m  |
| 1963                                     | Jajce (Yugoslavia)     | Medalla de oro    | K1 10 000 m  |